# Liste des médaillées aux championnats du monde de gymnastique artistique - Concours général individuel

## Médaillées
| Édition | Lieu                                      | Or                                        | Argent                                    | Bronze                                    |
| ------- | ----------------------------------------- | ----------------------------------------- | ----------------------------------------- | ----------------------------------------- |
| 1903    | Anvers                                    | Pas d'épreuves féminines                  | Pas d'épreuves féminines                  | Pas d'épreuves féminines                  |
| 1905    | Bordeaux                                  | Pas d'épreuves féminines                  | Pas d'épreuves féminines                  | Pas d'épreuves féminines                  |
| 1907    | Prague                                    | Pas d'épreuves féminines                  | Pas d'épreuves féminines                  | Pas d'épreuves féminines                  |
| 1909    | Luxembourg                                | Pas d'épreuves féminines                  | Pas d'épreuves féminines                  | Pas d'épreuves féminines                  |
| 1911    | Turin                                     | Pas d'épreuves féminines                  | Pas d'épreuves féminines                  | Pas d'épreuves féminines                  |
| 1913    | Paris                                     | Pas d'épreuves féminines                  | Pas d'épreuves féminines                  | Pas d'épreuves féminines                  |
| 1915    | Première Guerre mondiale                  | Pas d'épreuves féminines                  | Pas d'épreuves féminines                  | Pas d'épreuves féminines                  |
| 1917    | Première Guerre mondiale                  | Pas d'épreuves féminines                  | Pas d'épreuves féminines                  | Pas d'épreuves féminines                  |
| 1919    | Première Guerre mondiale                  | Pas d'épreuves féminines                  | Pas d'épreuves féminines                  | Pas d'épreuves féminines                  |
| 1922    | Ljubljana                                 | Pas d'épreuves féminines                  | Pas d'épreuves féminines                  | Pas d'épreuves féminines                  |
| 1926    | Lyon                                      | Pas d'épreuves féminines                  | Pas d'épreuves féminines                  | Pas d'épreuves féminines                  |
| 1930    | Luxembourg                                | Pas d'épreuves féminines                  | Pas d'épreuves féminines                  | Pas d'épreuves féminines                  |
| 1934    | Budapest                                  | Vlasta Děkanová (TCH)                     | M. Kalcosaly (HUN)                        | J. Skirklinska (POL)                      |
| 1938    | Prague                                    | Vlasta Děkanová (TCH)                     | Zdeňka Veřmiřovská (TCH)                  | Matylda Pálfyová (TCH)                    |
| 1942    | N'a pas eu lieu (Seconde Guerre mondiale) | N'a pas eu lieu (Seconde Guerre mondiale) | N'a pas eu lieu (Seconde Guerre mondiale) | N'a pas eu lieu (Seconde Guerre mondiale) |
| 1946    | N'a pas eu lieu (Seconde Guerre mondiale) | N'a pas eu lieu (Seconde Guerre mondiale) | N'a pas eu lieu (Seconde Guerre mondiale) | N'a pas eu lieu (Seconde Guerre mondiale) |
| 1950    | Bâle                                      | Helena Rakoczy (POL)                      | Ann-Sofi Pettersson (SWE)                 | Gertrude Kolar (AUT)                      |
| 1954    | Rome                                      | Galina Rudko (URS)                        | Eva Bosáková (TCH)                        | Helena Rakoczy (POL)                      |
| 1958    | Moscou                                    | Larissa Latynina (URS)                    | Eva Bosáková (TCH)                        | Tamara Manina (URS)                       |
| 1962    | Prague                                    | Larissa Latynina (URS)                    | Věra Čáslavská (TCH)                      | Irina Pervuschina (URS)                   |
| 1966    | Dortmund                                  | Věra Čáslavská (TCH)                      | Natalia Kutchinskaya (URS)                | Keiko Ikeda (JPN)                         |
| 1970    | Ljubljana                                 | Ludmila Turicheva (URS)                   | Erika Zuchold (GDR)                       | Zinaida Voronina (URS)                    |
| 1974    | Varna                                     | Ludmila Turicheva (URS)                   | Olga Korbut (URS)                         | Angelika Hellmann (GDR)                   |
| 1978    | Strasbourg                                | Elena Mukhina (URS)                       | Nellie Kim (URS)                          | Natalia Chapochnikova (URS)               |
| 1979    | Fort Worth                                | Nellie Kim (URS)                          | Maxi Gnauck (GDR)                         | Melita Ruhn (ROU)                         |
| 1981    | Moscou                                    | Olga Bicherova (URS)                      | Maria Filatova (URS)                      | Yelena Davydova (URS)                     |
| 1983    | Budapest                                  | Natalia Yurchenko (URS)                   | Olga Mostepanova (URS)                    | Ekaterina Szabo (ROU)                     |
| 1985    | Montréal                                  | Elena Shushunova (URS)                    | -                                         | Dagmar Kersten (GDR)                      |
| 1985    | Montréal                                  | Oksana Omelianchik (URS)                  | -                                         | Dagmar Kersten (GDR)                      |
| 1987    | Rotterdam                                 | Aurelia Dobre (ROU)                       | Elena Shushunova (URS)                    | Daniela Silivas (ROU)                     |
| 1989    | Stuttgart                                 | Svetlana Boguinskaya (URS)                | Natalia Lashchenova (URS)                 | Olga Strageva (URS)                       |
| 1991    | Indianapolis                              | Kim Zmeskal (USA)                         | Svetlana Boguinskaya (URS)                | Cristina Bontaş (ROU)                     |
| 1992    | Paris                                     | Pas de concours général individuel        | Pas de concours général individuel        | Pas de concours général individuel        |
| 1993    | Birmingham                                | Shannon Miller (USA)                      | Gina Gogean (ROU)                         | Tatiana Lysenko (UKR)                     |
| 1994    | Brisbane                                  | Shannon Miller (USA)                      | Lavinia Miloşovici (ROU)                  | Dina Kochetkova (RUS)                     |
| 1995    | Sabae                                     | Lilia Podkopayeva (UKR)                   | Svetlana Khorkina (RUS)                   | Lavinia Miloşovici (ROU)                  |
| 1996    | San Juan                                  | Pas de concours général individuel        | Pas de concours général individuel        | Pas de concours général individuel        |
| 1997    | Lausanne                                  | Svetlana Khorkina (RUS)                   | Simona Amânar (ROU)                       | Elena Produnova (RUS)                     |
| 1999    | Tianjin                                   | Maria Olaru (ROU)                         | Viktoria Karpenko (UKR)                   | Elena Zamolodchikova (RUS)                |
| 2001    | Gand                                      | Svetlana Khorkina (RUS)                   | Natalia Ziganchina (RUS)                  | Andreea Răducan (ROU)                     |
| 2002    | Debrecen                                  | Pas de concours général individuel        | Pas de concours général individuel        | Pas de concours général individuel        |
| 2003    | Anaheim                                   | Svetlana Khorkina (RUS)                   | Carly Patterson (USA)                     | Zhang Nan (CHN)                           |
| 2005    | Melbourne                                 | Chellsie Memmel (USA)                     | Anastasia Liukin (USA)                    | Monette Russo (AUS)                       |
| 2006    | Aarhus                                    | Vanessa Ferrari (ITA)                     | Jana Bieger (USA)                         | Sandra Izbaşa (ROU)                       |
| 2007    | Stuttgart                                 | Shawn Johnson (USA)                       | Steliana Nistor (ROU)                     | Jade Barbosa (BRA)                        |
| 2007    | Stuttgart                                 | Shawn Johnson (USA)                       | Steliana Nistor (ROU)                     | Vanessa Ferrari (ITA)                     |
| 2009    | Londres                                   | Bridget Sloan (USA)                       | Rebecca Bross (USA)                       | Koko Tsurumi (JPN)                        |
| 2010    | Rotterdam                                 | Aliya Mustafina (RUS)                     | Jiang Yuyuan (CHN)                        | Rebecca Bross (USA)                       |
| 2011    | Tokyo                                     | Jordyn Wieber (USA)                       | Viktoria Komova (RUS)                     | Yao Jinnan (CHN)                          |
| 2013    | Anvers                                    | Simone Biles (USA)                        | Kyla Ross (USA)                           | Aliya Mustafina (RUS)                     |
| 2014    | Nanning                                   | Simone Biles (USA)                        | Larisa Iordache (ROU)                     | Kyla Ross (USA)                           |
| 2015    | Glasgow                                   | Simone Biles (USA)                        | Gabrielle Douglas (USA)                   | Larisa Iordache (ROU)                     |
| 2017    | Montréal                                  | Morgan Hurd (USA)                         | Ellie Black (CAN)                         | Elena Eremina (RUS)                       |
| 2018    | Doha                                      | Simone Biles (USA)                        | Mai Murakami (JPN)                        | Morgan Hurd (USA)                         |
| 2019    | Stuttgart                                 | Simone Biles (USA)                        | Tang Xijing (CHN)                         | Angelina Melnikova (RUS)                  |
| 2021    | Kitakyūshū                                | Angelina Melnikova                        | Leanne Wong (USA)                         | Kayla DiCello (USA)                       |
| 2022    | Liverpool                                 | Rebeca Andrade (BRA)                      | Shilese Jones (USA)                       | Jessica Gadirova (GBR)                    |
| 2023    | Anvers                                    | Simone Biles (USA)                        | Rebeca Andrade (BRA)                      | Shilese Jones (USA)                       |

## Tableau des médailles
mis à jour après les championnats du monde de 2023.
| Rang  | Nation          | Or | Argent | Bronze | Total |
| ----- | --------------- | -- | ------ | ------ | ----- |
| 1     | Russie          | 18 | 11     | 11     | 40    |
| 2     | États-Unis      | 14 | 8      | 5      | 27    |
| 3     | Tchécoslovaquie | 3  | 4      | 1      | 8     |
| 4     | Roumanie        | 2  | 5      | 8      | 15    |
| 5     | Ukraine         | 1  | 1      | 1      | 3     |
| 5     | Brésil          | 1  | 1      | 1      | 3     |
| 7     | Pologne         | 1  | -      | 2      | 3     |
| 8     | Italie          | 1  | -      | 1      | 2     |
| 9     | RGF             | 1  | -      | -      | 1     |
| 10    | Allemagne       | -  | 2      | 2      | 4     |
| 10    | Chine           | -  | 2      | 2      | 4     |
| 12    | Japon           | -  | 1      | 2      | 3     |
| 13    | Hongrie         | -  | 1      | -      | 1     |
| 13    | Canada          | -  | 1      | -      | 1     |
| 13    | Suède           | -  | 1      | -      | 1     |
| 16    | Autriche        | -  | -      | 1      | 1     |
| 16    | Australie       | -  | -      | 1      | 1     |
| 16    | Grande-Bretagne | -  | -      | 1      | 1     |
| TOTAL | TOTAL           | 40 | 38     | 40     | 118   |